# 강병균
강병균은 대한민국의 수학자, 불교학자이다. 포항공과대학교 수학과 교수로 재직하고 있으며 서울대학교 수학과, 동 대학원을 졸업하고 미국 아이오와대학교에서 박사 학위를 취득했다. 저서로 《어느 수학자가 본 기이한 세상》이 있고 〈법보신문〉에 《금강경》해석을 연재하였다. 과학적 지식을 바탕으로 불교 이론을 분석하는 것이 특징이다.

## 주장

### 윤회론 비판
강병균은 석가모니의 연기무아론에 근거할 때 '참 나'와 '윤회'는 있을 수 없다고 주장한다. 악업을 닦으면 축생으로 태어난다는 윤회설에 대해 '종 쇼비니즘'에 불과하다는 것이다. 모든 생명체가 하나의 조상으로부터 유래했다고 주장하는 진화론에 따르면 동물과 식물의 차이는 오직 DNA의 차이일 뿐이다. 따라서 동물계 내에서만 생명이 윤회한다는 것은 이치에 맞지 않다.

### 참나, 진아 비판
강병균에 따르면 호모 사피엔스의 의식현상, 사유능력은 뇌라는 신체기관과 환경이 빚어내는 연기작용이지, 참나나 진아, 아트만, 브라흐만 등의 고정불변의 실체로써 파악할 수 있는 대상이 아니다. 따라서 진제, 송담, 혜민 등이 주장하는 영원한 실체로써의 참나는 존재하지 않는다.